# Максименко, Илья Александрович
Илья Александрович Максименко — советский хозяйственный деятель, Герой Социалистического Труда.

## Биография
Родился в 1935 году в селе Покровка. Член КПСС.
В 1950—1992 — механизатор Назаровской МТС Михайловского района Алтайского края, военнослужащий Советской армии, шофёр, комбайнер, тракторист, бригадир тракторной бригады, комбайнёр, звеньевой механизированного звена имени Семена Пятницы совхоза «Путиловский», инженер совхоза «Приборовой» Ключевского района Алтайского края.
Указом Президиума Верховного Совета СССР от 13 декабря 1972 года присвоено звание Героя Социалистического Труда с вручением ордена Ленина и золотой медали «Серп и Молот».
Заслуженный механизатор сельского хозяйства РСФСР (1972).
Делегат XXV съезда КПСС.
Почетный гражданин Ключевского района. Почетный гражданин Алтайского края.
Живёт в Алтайском крае.

## Награды и звания
- Герой Социалистического Труда (13.12.1972)
- Орден Ленина (13.12.1972)
- Орден Трудовой Славы III степени (23.12.1976)